# Hainanhammus griseopubens
Hainanhammus griseopubens là một loài bọ cánh cứng trong họ Cerambycidae.